# Sibusiso Moyo

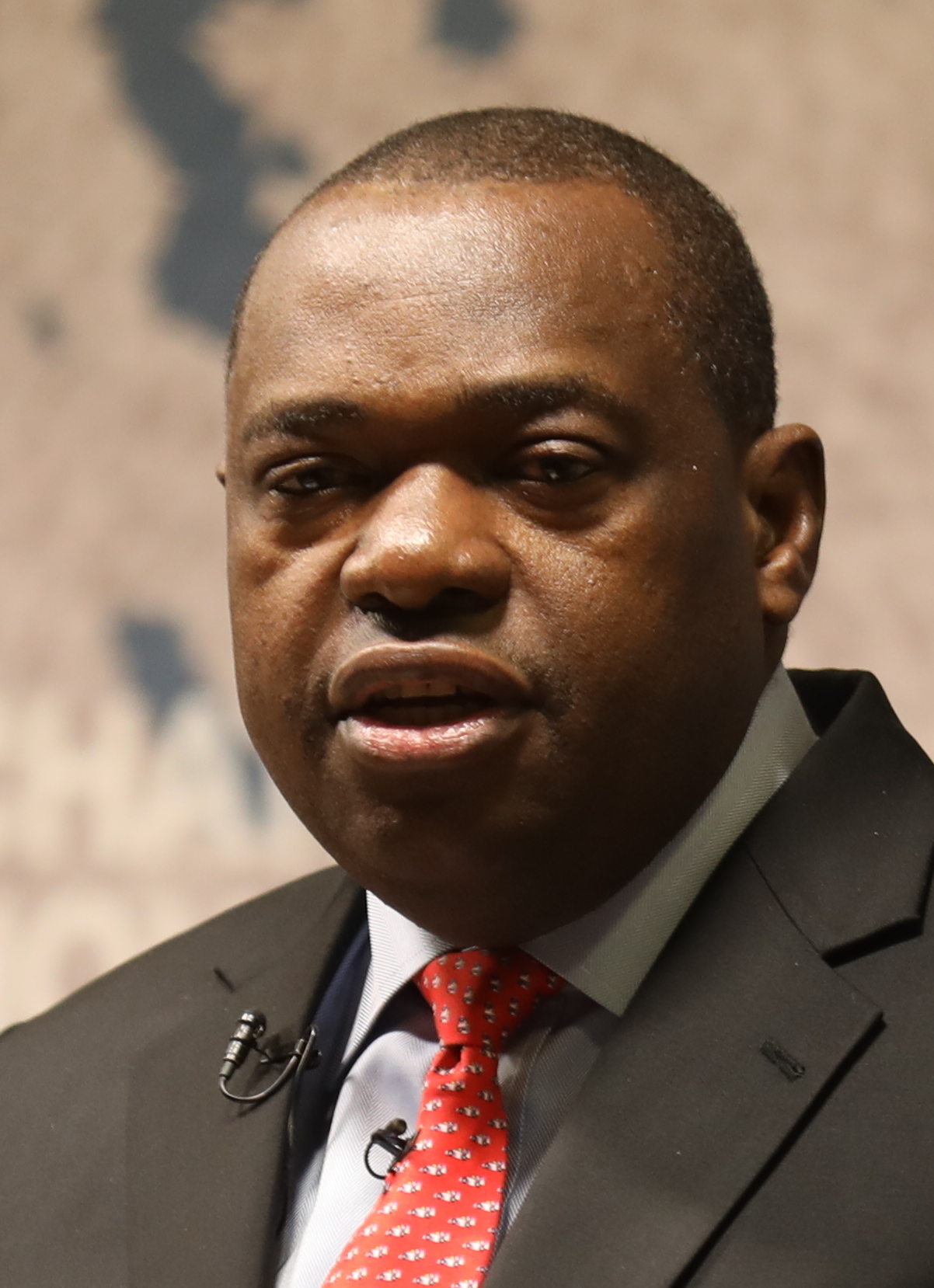
Sibusiso Moyo (2018)

Sibusiso Busi Moyo (* 1960 in Mberengwa, Südrhodesien; † 20. Januar 2021 in Harare) war ein simbabwischer Offizier der Zimbabwe Defence Forces (ZDF) sowie Politiker der Zimbabwe African National Union – Patriotic Front (ZANU-PF), der Anführer des Militärputsches im November 2017 war, der zum Ende der 37-jährigen Herrschaft von Präsident Robert Mugabe führte. Er war im Anschluss von 2017 bis zu seinem Tode an den Folgen einer COVID-19-Erkrankung am 20. Januar 2021 Außenminister und Minister für internationalen Handel.

## Leben

### Studien, Offizier und Putschführer
Sibusiso Busi Moyo trat nach dem Besuch der Manama High School in die Zimbabwe People’s Revolutionary Army (ZIPRA), den militärischen Arm der marxistisch-leninistischen Zimbabwe African People’s Union (ZAPU) von Joshua Nkomo und Jason Moyo, ein und nahm am Guerillakrieg zur Erlangung der Unabhängigkeit vom Vereinigten Königreich teil. Er absolvierte ein Studium im Fach Internationale Beziehungen an der University of Zimbabwe, welches er mit einem Master beendete. Ein postgraduales Studium der Betriebswirtschaftslehre an der Zimbabwe Open University (ZOU) schloss er mit einem Master of Business Administration (MBA) ab. Darüber hinaus erwarb er im Fach Internationale Beziehungen einen Doctor of Philosophy (Ph.D. International Relations) an der University of Zimbabwe. Er diente als Offizier in der Zimbabwe Defence Forces (ZDF) und war als Brigadegeneral Kommandeur militärischer Operationen in der Provinz Midlands. Er wurde zuletzt im Januar 2016 zum Generalmajor befördert.
Als solcher war Moyo Anführer des Militärputsches im November 2017 war, der zum Ende der 37-jährigen Herrschaft von Präsident Robert Mugabe führte. Am 14. November 2017 besetzte die Armee das Gebäude der Zimbabwe Broadcasting Corporation in Harare. Generalmajor Moyo erklärte im Live-Fernsehen, dass die Armee die Operation „Restore Legacy“ begonnen habe. Moyo gab bekannt, dass Präsident Mugabe und seine Familie sicher seien und dass man für ihre Sicherheit sorgen werde, da die Operation lediglich gegen „Kriminelle in seinem Umfeld“ gerichtet sei. Es folgte eine sorgfältig geplante Operation gegen Mitglieder der Regierungspartei, bekannt als „Generation 40“ (G40) um politische Persönlichkeiten wie Mugabes Ehefrau Grace Mugabe. Als führende Kräfte galten Ignatius Chombo, Mike Bimha, Jonathan Moyo, Patrick Zhuwao, Saviour Kasukuwere, Augustine Chihuri und Kudzai Chipanga. Polizei und Geheimdienst, die loyal gegenüber dem Präsidenten waren, wurden neutralisiert und hochrangige Mitglieder verhaftet. Am 21. November 2017, als Resultat des laufenden Amtsenthebungsverfahrens, welches mit größter Sicherheit zur Amtsenthebung Mugabes geführt hätte, trat dieser vom Posten des Präsidenten zurück. Danach wurde der amtierende Vizepräsident Phelekezela Mphoko nomineller Präsident, obwohl er außerhalb des Landes war.

### Außenminister und Tod durch COVID-19-Erkrankung
Am 24. November 2017 wurde schließlich der bisherige, am 7. November 2017 von Mugabe entlassene Vizepräsident Emmerson Mnangagwa, der von der Regierungspartei bei Vakanz des Präsidialamtes vorgesehen ist, als Präsident vereidigt. Am 27. November löste Mnangagwa das Kabinett auf und ernannte Simbarashe Mumbengegwi zum amtierenden Außenminister und Patrick Chinamasa zum amtierenden Finanzminister. Am 30. November ernannte Mnangagwa ein neues Kabinett mit Putschführer Moyo als Außenminister (Minister of Foreign Affairs), Kembo Mohadi als Verteidigungsminister, Obert Mpofu wie im alten Kabinett als Innenminister und Chinamasa als Finanzminister. Mit seinem Ausscheiden aus dem aktiven Militärdienst im Dezember 2017 wurde er zum Generalleutnant ernannt.
Nach der Präsidentschaftswahl am 30. Juli 2018 gab Präsident Emmerson Mnangagwa am 7. September 2018 dessen neues Kabinett bekannt, das am 10. September 2018 vereidigt wurde. Diesem gehören unter anderem Oppah Muchinguri als Verteidigungsministerin, Cain Mathema als Innenminister, Mthuli Ncube als Finanzminister und Moyo abermals als Außenminister an. Das Amt des Außenministers bekleidete er bis zu seinem Tode an den Folgen einer COVID-19-Erkrankung am 20. Januar 2021. Daneben war er zwischen dem 30. November 2017 und seinem Tode auch Minister für internationalen Handel (Minister for International Trade). Nach seinem Tode wurde zunächst Amon Murwira kommissarischer Außenminister, ehe Frederick Shava dieses Amt formell übernahm.
In Simbabwe starben durch die COVID-19-Epidemie drei weitere amtierende Regierungsmitglieder: Landwirtschaftsminister Perrance Shiri am 29. Juli 2020 im Alter von 65 Jahren, die Ministerin für die Belange der Provinz Manicaland Ellen Gwaradzimba am 15. Januar 2021 im Alter von 60 Jahren und Verkehrsminister Joel Matiza am 22. Januar 2021 im Alter von 50 Jahren.